# Ille humani generis
Ille humani generis was een pauselijke bul, uitgevaardigd in 1231 door paus Gregorius IX, waarin hij de Orde van Dominicanen aanstelde zich te belasten met de Inquisitie.

## De bul
Voorheen waren vervolging en veroordeling van de ketterij in handen van lokale geestelijken. Door de benoeming van de Dominicanen wilde Gregorius één lijn trekken inzake de Inquisitie, door deze te laten regelen door een centraal orgaan.